# Conversa de Arquiteto
Conversa de arquiteto é um livro do arquiteto Oscar Niemeyer, publicado em 1993, pela Revan e Editora UFRJ.
O livro reúne textos que abordam a essência da Arquitetura e discute o ensino da disciplina, sugerindo uma reformulação.